# Idiomacromerus ephedricola
Idiomacromerus ephedricola är en stekelart som beskrevs av Askew 2000. Idiomacromerus ephedricola ingår i släktet Idiomacromerus och familjen gallglanssteklar.
Artens utbredningsområde är Spanien. Inga underarter finns listade i Catalogue of Life.